# Peter Elfelt
Lars Peter Elfelt født Petersen (født 1. januar 1866 i Helsingør, død 18. februar 1931 i København) var en dansk fotograf og filminstruktør, der i 1897 lavede den ét minut lange dokumentarfilm Kørsel med Grønlandske hunde og blev kendt som den første danske filmpioner.
Da han var 1 år gammel, flyttede forældrene til Hillerød. Forældrene var fattige, og som den ældste af børneflokken måtte Elfelt allerede i niårsalderen tage plads som bydreng i en købmandsforretning i Hillerød. Da han var 13 år gammel, fik han en tilsvarende læreplads hos fotograf Carl Rathsach i samme by. Han studerede også hos Jens Poul Andersen, der byggede kameraer.

## Hoffotograf
I 1890 åbnede Elfelt med sine to brødre som assistenter sit atelier på Købmagergade 64 i København og opnåede efter nogle startvanskeligheder hurtigt et stort klientel blandt byens højere borgerskab. I 1901 fik han titlen  "Kongelig hoffotograf", og skabte sig især et navn som fotograf på de såkaldte Fredensborgdage, hvor den store kongefamilie med den gamle Christian 9. som centrum var samlet på Fredensborg Slot. Elfelt var en elegant herre, som uden besvær gled ind i rollen som feteret fotograf ved hoffet.  14. november 1901 tog han navneforandring til Elfelt. I 1905 flyttede atelieret til Østergade 24 også i København.

## Filmfotograf
På en rejse til  Paris i 1896 erhvervede Elfelt sig et kamera fra den franske opfinder Jules Carpentier, som han fik Jens Poul Andersen til at lave en forbedret udgave af.[kilde mangler] I begyndelsen af 1897 indspillede han den første danske filmoptagelse — en ét minut lang sekvens med titlen  Kørsel med Grønlandske hunde. I de følgende  år lavede han en lang række korte naturfilm og  nyhedsklip især om kongefamilien. I alt lavede Elfelt næsten 200 kortfilm. 
I 1903 optog Elfelt sin eneste spillefilm Henrettelsen, som var den første fiktions-film i Danmark. Den var baseret på en aktuel henrettelse af en fransk kvinde, der havde myrdet sine to børn. Den var med sangerinden Francesca Nathansen i hovedrollen og blev optaget i Christiansborgs ridebanes buegange.  Det er tvivlsomt, om filmen blev vist offentligt, og Elfelt var ikke specielt begejstret for den.

## Første reklamefotograf
Elfelt var også pioner indenfor fremstilling og fremvisning af lysbilleder. Han var den første, der optog en reklamefilm fra 1904 som reklame for Bock beer fra Svendborg Bryghus. Elfelt åbnede biografen "Kjøbenhavns Kinoptikon" i 1901.

## Bijob
Selv om Elfelt var den første filmpioner i Danmark, anså han det altid selv som et bierhverv i forhold til hans arbejde som fotograf 
Han deltog ivrigt i organisationsarbejde og var fra 1906 til 1918 en betydelig formand for Dansk Fotografisk Forening, der under hans ledelse udviklede sig til en stærk organisation. Han var også Ridder af Dannebrog (1909), medlem af bestyrelsen i Haandværkerforeningen 1918-23 og i Håndværkerstandens Repræsentantskab 1911-18.
Han etablerede i allerede i 1901 Kjøbenhavns Kinoptikon, der viste levende billeder lysbilleder, men måtte kort efter lukke stedet. Han fik biografbevilling til at lede biografen Kinografen, som han etablerede i 1906 og drev som direktør og bestyrelsesmedlem.
Elfelt er begravet på Assistens Kirkegård.

## Filmografi
- Kørsel med Grønlandske hunde (1897)
- Brandvæsenet rykker ud (1897)
- Svanerne i Sortedamssøen (1897)
- Kongelige skal fotograferes (1899)
- Badescener fra Skovshoved (1899)
- Brydekamp mellem Bech-Olsen og Poul Pons (1899)
- Panserskibet Odin ("Bougvand") (1900)
- Kejserinde Dagmars Ankomst til Helsingør (1900)
- Hartmanns Begravelse (1900)
- Folketoget den 1. September 1901 (1901)
- Badende Damer paa Badeanstalt (1901)
- Czar Nikolai II's Ankomst til Helsingør (1901)
- Tietgens Begravelse (1901)
- Czar Nikolai II's Ankomst til Helsingør (1901)
- Dronning Alexandras Ankomst til Toldboden (1902)
- Kejserinde Dagmars Ankomst til Bellevue (1902)
- Husarerne færges over Isefjorden (1902)
- Kongerevue paa Fælleden (1902)
- Pas de deux (1902)
- Sct. Clemensbro i Aarhus (1902)
- Kong Christian IX modtager Storhertug Friedrich-Franz af Mecklenburg Schwerin (1903)
- Sylfiden (1903)
- Tarantellen af Napoli (1903)
- Kongejagt paa Hveen (1903)
- Prinsesse Marie til Hest (1903)
- De Kongelige paa Cykler i Fredensborg Slotsgaard (1903)
- Henrettelsen (1903)
- Artilleri ved Jægerspris (1903)
- Dagmar Hansen (1903)
- Gedser-Warnemünde Rutens Indvielse 1903 (1903)
- Indsejlingen til Warnemünde (1903)
- Kong Christian IX modtager Storhertug Friedrich-Franz af Mecklenburg Schwerin (1903)
- Ribe Domkirkes indvielse (1904)
- Daniel Dalsgaards Kaffeforretning (1904)
- Haandværkeroptog fra Christiansborg, 1904. (1904)
- I.P. Müller viser "Mit System" (1904)
- Kejserinde Dagmars Ankomst til Gentofte (1904)
- Børnehjælpsdag 1904 og 1905 (1905)
- Børnehjælpsdagen 1905, I (1905)
- Børnehjælpsdagen 1905, II (1905)
- Børnehjælpsdagen 1905, III (1905)
- De Otte i Christiania (1905)
- Horsens udstillingen (1905)
- Kejser Wilhelms Ankomst til København (1905)
- Kong Haakons Afrejse (1905)
- Linotol Comp. (1905)
- Med Sporvogn gennem Aarhus' Gader (1905)
- Ved Charlottenlund (1905)
- Væddeløb paa Travbanen (1905)
- Zigeunerdans af Troubaduren (1906)
- Skiløb. Holmenkollen. (1906)
- Kong Haakons Besøg paa 'Herluf Trolle' (1906)
- Orfeus og Eurydike (1906)
- Livjægerne paa Amager (1906)
- Kong Frederik VIII's Proklamation (1906)
- Islands Altings Besøg i København (1906)
- 17. Majdag (1906)
- 1ste Maj-Toget (1906)
- Begravelse i Svendborg. Brockenhuus-Schack (1906)
- Børnetoget i Trondhjem (1906)
- Faustinus (1906)
- Kong Christian IX's Bisættelse (1906)
- Kong Haakon og Dronning Mauds Ankomst til Trondhjem (1906)
- Kong Haakon om Bord paa Dannebrog (1906)
- Kong Haakons og Dronning Mauds Besøg i Danmark October 1906 (1906)
- Kongerevue paa Fælleden (1906)
- Lerfossen ved Trondhjem (1906)
- Militære Opvisninger paa Fælleden (1906)
- Prinsen og Prinsessen af Wales Ankomst til Trondhjem (1906)
- Sophus Neumann fortæller Eventyret "Sommerfuglen" (1906)
- Sportsrideklubben paa Eremitagen (1906)
- Svømmekonkurrence (1906)
- Torvedag i Odense (1906)
- Væddeløb paa Eremitagen (1906)
- Kong Frederik VIII's Ankomst til Berlin (1907)
- Børnehjælpsdag (1907)
- Frivilligt Drenge Forbund (1907)
- Sprængning af Træer i Dyrehaven (1907)
- Maj-demonstrationer i Slagelse (1907)
- Ingeniørerne graver Skandser og udfører Sprængninger (1907)
- Modeopvisning - Kjoler (1908)
- Odder By (1909)
- I.P. Müller, I (1911)
- Minesprængning i Sundet (1911)